# گور مار
گور مار (به لاتین: Gur-e Mar) یک منطقهٔ مسکونی در افغانستان است که در ولایت بلخ واقع شده‌است.